# 37 Fides
37 Fides  (mednarodno ime je tudi 37 Fides) je velik asteroid tipa S v glavnem asteroidnem pasu. 

## Odkritje
Asteroid je odkril Karl Theodor Robert Luther (1822–1900) 5. oktobra 1855. Ime je dobil po Fides, boginji zvestobe iz rimske mitologije. Asteroid ima tudi astronomski simbol .

## Lastnosti
Asteroid Fides obkroži Sonce v 4,29 letih. Njegova tirnica ima izsrednost 0,177, nagnjena pa je za 3,073° proti ekliptiki. Njegov premer je 108,3 km, okrog svoje osi pa se zavrti v 7,332 urah.